# Tři billboardy kousek za Ebbingem
Tři billboardy kousek za Ebbingem (v anglickém originále Three Billboards Outside Ebbing, Missouri) je americký film z roku 2017. Režie a scénáře se ujal Martin McDonagh. Ve snímku hrají hlavní role Frances McDormandová, Woody Harrelson, Sam Rockwell, John Hawkes a Peter Dinklage. Film se promítal na Benátském filmovém festivalu a Mezinárodním filmovém festivalu v Torontu, kde získal cenu publika. Do kin byl oficiálně uveden 10. listopadu 2017. V České republice měl premiéru 15. února 2018.

## Obsazení
- Frances McDormandová jako Mildred Hayes
- Woody Harrelson jako šerif Bill Willoughby
- Sam Rockwell jako strážník Jason Dixon
- John Hawkes jako Charlie
- Peter Dinklage jako James
- Abbie Cornish jako Anne Willoughby
- Caleb Landry Jones jako Red
- Kathryn Newton jako Angela Hayes
- Lucas Hedges jako Robbie Hayes

## Recenze
Film získal pozitivní recenze od kritiků. Na recenzní stránce Rotten Tomatoes získal z 40 započtených recenzí 98 procent s průměrným ratingem 8,8 bodů z deseti. Na serveru Metacritic snímek získal z 15 recenzí 89 bodů ze sta.